# Ferar Cluj
Il Ferar Cluj è stata una società calcistica rumena con sede nella città di Cluj Napoca, fondata nel 1918 anche se alcune fonti riportano la data del 1880 o del 1885, probabilmente riferite alla fondazione di una polisportiva. Nel campionato di calcio rumeno vanta un sesto posto nell'unica stagione giocata in massima serie, mentre in quello ungherese, disputato dal 1941 al 1944, ha come massimo risultato un terzo posto e una finale di Coppa d'Ungheria. Si fonde con il CFR Cluj nel 1948.

## Storia

### La fondazione
Il Ferar Cluj viene fondato nel periodo in cui la Transilvania era parte dell'Impero Austro Ungarico, col nome Kolozsvári Atlétikai Club. La data di fondazione del club è controversa e probabilmente riferita a diverse discipline sportive. Partecipa alla fase regionale del campionato alla ripresa dell'attività agonistica dopo la prima guerra mondiale senza mai qualificarsi per le finali nazionali, appannaggio delle più quotate Universitatea Cluj e Victoria Cluj. Con l'istituzione della Divizia B il club, col nome Clubul Atletic Cluj, viene ammesso alla serie III insieme al CFR Cluj e termina la stagione al settimo posto e l'anno successivo al quinto. Nel 1936-1937 vengono ridotti i gironi da sei a due e creata la Divizia C, terzo livello dove il Clubul Atletic giocherà per due stagioni terminando a metà classifica nel primo anno e al terzo posto nel secondo.
Con la soppressione della Divizia C il club disputa i campionati provinciali fino allo scoppio della seconda guerra mondiale.

### Il campionato ungherese
Nel 1940, a seguito del secondo arbitrato di Vienna, la Transilvania viene annessa all'Ungheria. Nella stagione 1940-1941 viene istituito un girone transilvano di Nemzeti Bajnokság II vinto dal club che ora ha ripreso il nome originale in ungherese e che viene quindi promosso nel massimo campionato magiaro. Nel 1941-42 termina al tredicesimo posto e negli altri due campionati giocati finisce al decimo e al terzo posto, nell'annata in cui il campionato è vinto da un'altra squadra di origine rumena, il Clubul Atletic Oradea.
In Coppa d'Ungheria, nell'edizione del 1944, arriva in finale, sconfitta dal Ferencvárosi Torna Club.

### La fusione col CFR
Con il ritorno di Cluj Napoca alla Romania il club cambia nome in Ferar KMSE e in virtù dei buoni risultati ottenuti nel campionato magiaro viene ammesso alla Divizia A. La prima e unica stagione nella massima serie (la Divizia A 1946-1947) viene conclusa al sesto posto. Nella stagione successiva, nel febbraio 1948, a causa di una crisi finanziaria si fonde con il CFR Cluj che prende il suo posto in Divizia A.
Tra i giocatori protagonisti di quell'annata è da ricordare Gheorghe Váczi, unico giocatore che in quella stagione ha giocato anche in nazionale e Iuliu Bodola, vecchia gloria del club di Oradea, ormai a fine carriera.

## Nomi ufficiali del club
Il club ha assunto i seguenti nomi:
- Kolozsvári Atlétikai Club (1918-1919)
- Clubul Atletic Cluj (1919-1940)
- Kolozsvári Atlétikai Club (1940-1945)
- Ferar KMSE (1945-1948)

## Stemma
Lo stemma del club era uno scudo rosso nella parte sinistra e nero in quella destra con la scritta FERAR nella parte superiore e VASAS in verticale in quella centrale.

## Palmarès

### Altri piazzamenti
- Campionato ungherese:

Terzo posto: 1943-1944
- Coppa d'Ungheria:

Finalista: 1943-1944